# Франс ван Міріс Старший
Франс ван Міріс Старший (нід. Frans van Mieris, 16 квітня 1635, Лейден — 12 березня 1681, Лейден) — нідерландський художник-портретист часів Золотої доби голландського живопису.

## Життєпис
Походив з родини ювелірів. народився в Лейдені 1635 року у родини Яна Бастіаанса ван Міріса, золотих справ майстра, гранувальника рубінів та діамантів. Відмовився продовжувати родинну справу, став навчатися живопису у художника по склу Абрахама ван Торенвліта, потім у Герарда Доу (учня Рембрандта) і Абрахама ван ден Темпеля.
Працював в Лейдені, де у 1657 році одружився з Курерою ван дер Кок. У 1658 році стає членом гільдії художників Св. Луки, з 1662 до 1665 року був її деканом, а з 1665 року — старшиною.
Помер у 1681 році у Лейдені у 1681 році. Справу продовжили його сини Ян та Віллем, а потім онук Франс. Найвідомішим послідовником став Адріан ван дер Верфф

## Творчість
Один з найбільших представників лейденської школи. Талант Мириса розвинувся дуже рано: з кінця 1650-х він створював картини, які поставили його в один ряд з найбільшими жанристами національної школи («Дует», «Хлопчик, що надуває бульбашки», «Візит лікаря»). Володів рідкісним працьовитістю і написав понад 140 картин.
Засвоївши прийоми мініатюрного малювання Герарда Доу, Міріс довів до досконалості гладку, гранично деталізовану манеру живопису. Створював портрети, картини на біблійні та літературні сюжети, але найбільш відомий як жанрист. Написані ним сцени домашнього життя відрізняються гармонійним колоритом, віртуозною передачею природного освітлення і фактури різних матеріалів, а також тонким підбором предметів і виразністю деталей, що часто мають прихований сенс.
У творах побутового жанру Міріс виступає як тонкий спостерігач, знавець звичаїв різних верств голландського суспільства.
Його постійними замовлениками були представники аристократії, правителі європейських країн, серед яких Леопольд I, імператор Священної Римської імперії, Козімо III Медічі, великий герцог Тосканський.